# Philipp II. (Makedonien)

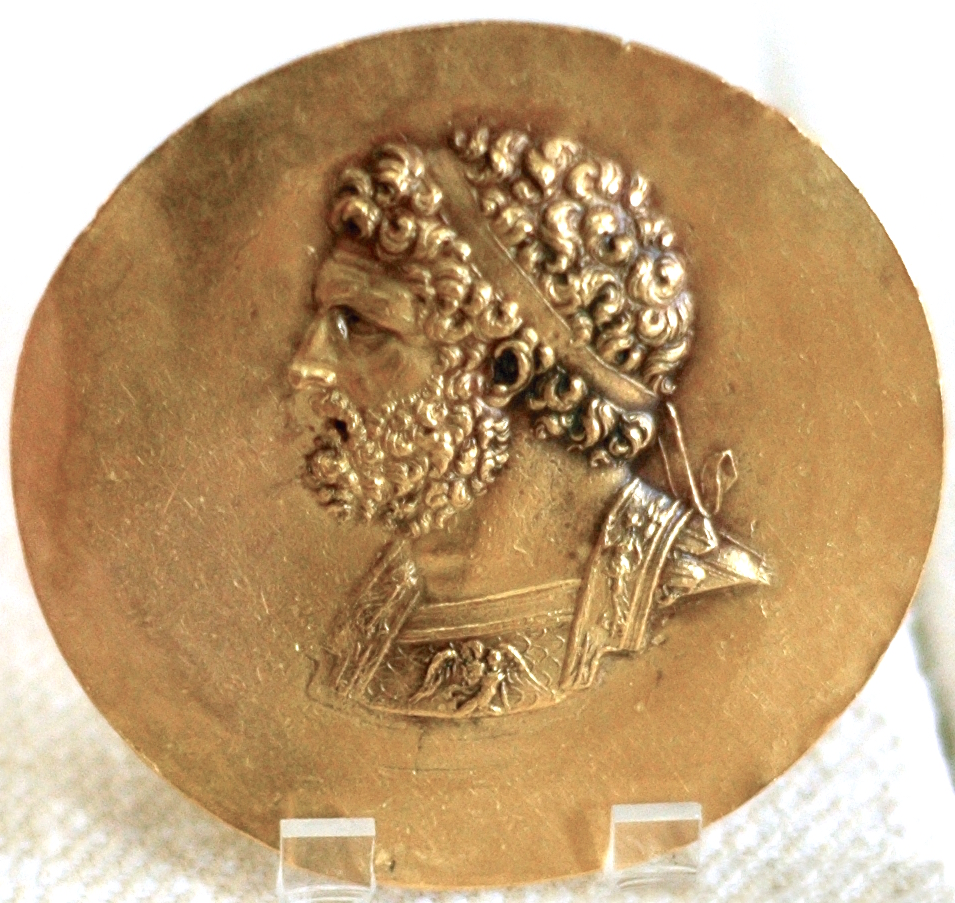
Philipp II.

Philipp II. (altgriechisch Φίλιππος Phílippos; * um 382 v. Chr.; † 336 v. Chr. in Aigai) war von 359 bis 336 v. Chr. König von Makedonien und der Vater Alexanders des Großen.
In jahrzehntelangen Kämpfen gegen Illyrer, Thraker und die griechischen Poleis machte er Makedonien zur Vormacht in Griechenland. Nach seinem Sieg über Athener und Thebaner in der Schlacht von Chaironeia im Jahr 338 v. Chr. einte er die griechische Staatenwelt im Korinthischen Bund, zu dessen Hegemon er sich wählen ließ. Die Leistungen des makedonischen Heeres unter seinem Sohn und Nachfolger Alexander beruhten wesentlich auf der Militärreform Philipps II.

## Makedonien vor Philipp II.
Das antike Makedonien war ein weitgehend landwirtschaftlich geprägter Staat im Norden Griechenlands. Schon in der Antike war es umstritten, ob und inwiefern die Makedonen mit den Griechen verwandt waren – ein Streit, der noch im 21. Jahrhundert für reichlich Konfliktstoff sorgt. Vor allem aber wurde Makedonien von den Griechen als „halbbarbarisch“ betrachtet, da seine Regierungsform das in Griechenland fast völlig verschwundene Königtum war, seine Bevölkerung an geradezu archaischen Sitten festhielt und es so gut wie keine städtische Kultur besaß, für die Griechen eines der Hauptmerkmale „zivilisierten Lebens“. Das Königshaus der Argeaden wurde jedoch als griechisch angesehen und durfte seit dem frühen 5. Jahrhundert v. Chr. an den Olympischen Spielen teilnehmen. Die Häfen an der Küste befanden sich in griechischer Hand, während Makedonien als Lieferant von Holz (besonders wichtig für den Schiffsbau) und Pech einige Bedeutung hatte.
Vor allem aufgrund innerer Strukturprobleme hatte Makedonien vor der Regierungszeit Philipps II. kaum eine Rolle in den griechischen Machtkämpfen gespielt. Ausnahme war der Peloponnesische Krieg (431 bis 404 v. Chr.), in dessen Verlauf die Makedonen mehrmals die Seiten gewechselt hatten. Der einflussreiche Adel, der in regionale Cliquen des Hoch- und Tieflandes gespalten war, achtete streng auf seine Autonomie. Dadurch erstreckte sich der Einfluss des Königs oft genug nur über einen geringen Teil des eigentlichen Königreichs und weite Teile waren seiner direkten Kontrolle entzogen, zumal der König eher die Stellung eines primus inter pares unter den Adligen einnahm und seine Macht vor allem auf persönlichen Bindungen und nicht auf Institutionen basierte. Viele Regierungswechsel in Aigai (oder ab etwa 400 v. Chr. in Pella) verliefen blutig. Dennoch konnte der König, wenn er genug politischen Instinkt besaß und den Adel an sich band, relativ uneingeschränkt herrschen, da er formal nur auf die makedonische Heeresversammlung Rücksicht nehmen musste. Diese spielte etwa bei der Anerkennung des Königs oder bei Hochverratsprozessen eine Rolle. Allerdings war dies vor Philipp keinem König wirklich gelungen.
Erschwerend kam die problematische strategische Lage Makedoniens hinzu, das sich einer ständigen Bedrohung durch die Illyrer und andere Völkerschaften aus dem Balkanraum ausgesetzt sah. Makedonien verfügte zwar über eine schlagkräftige Reiterei, jedoch nur über eine unzureichende Infanterie, da es keine städtische Schicht gab, welche die Kosten für Waffen und Rüstungen hätte tragen können. Zu Philipps Leistungen gehört es, den Reformbedarf in der Heeresstruktur erkannt und effektiv bewältigt zu haben. Mehr als seine militärisch-organisatorische Begabung zeichneten ihn seine diplomatischen Fähigkeiten aus, da es ihm gelang, den aufsässigen makedonischen Adel erstmals zu kontrollieren und das Königtum so zu stärken, dass es zu Philipps Zeit fast absolutistisch war.

## Leben

### Die frühen Jahre

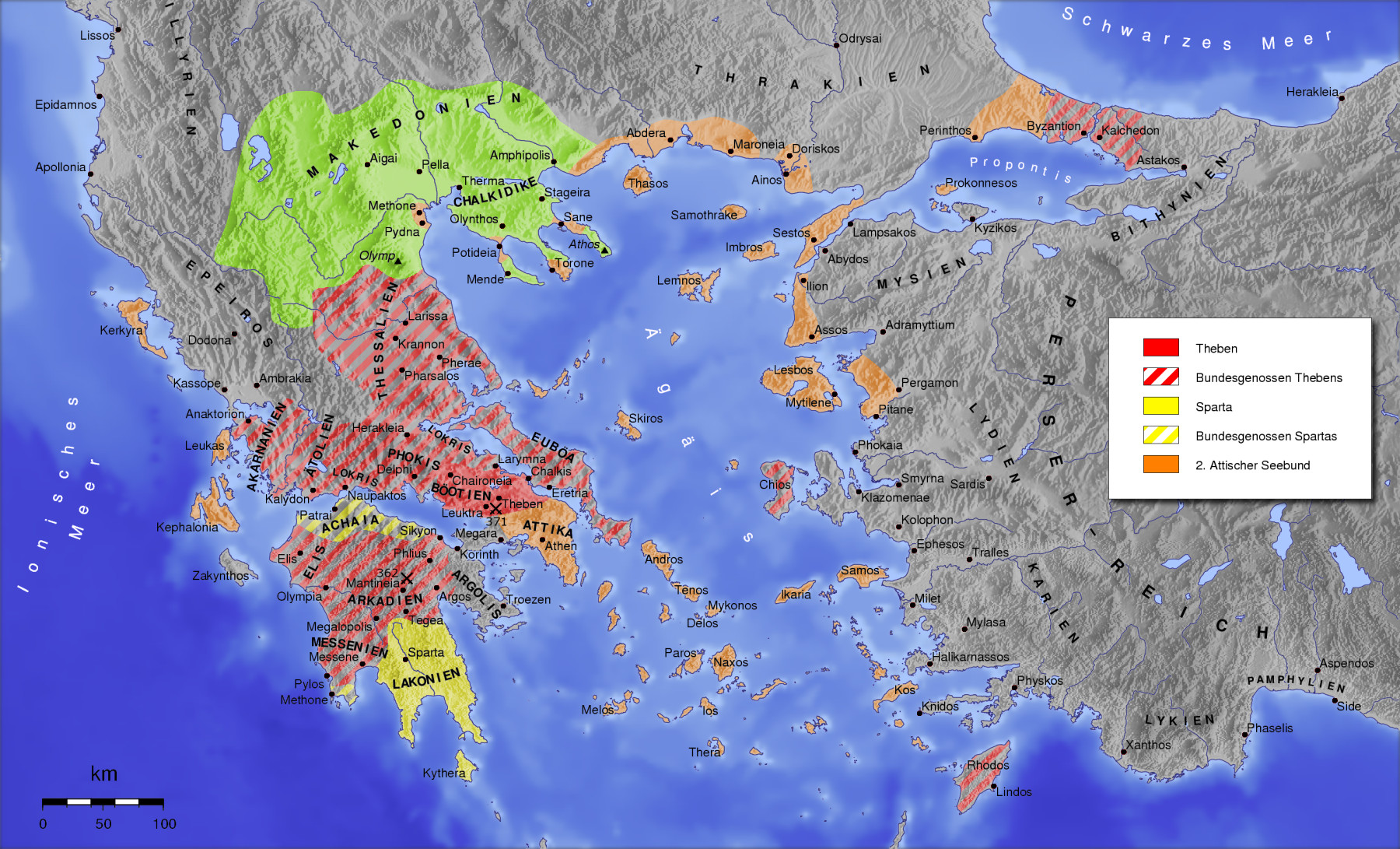
Griechenland zur Zeit der Hegemonie Thebens, 371–362 v. Chr.

Philipp II. wurde als dritter Sohn des Königs Amyntas III. und der Eurydike geboren. In seiner Jugend lebte er drei Jahre (ca. 368–365 v. Chr.) als Geisel in Theben im Haus des Feldherrn Pammenes, als Sicherheit für die Einhaltung des Bündnisses zwischen Theben und Philipps Bruder Alexander II. In Theben konnte Philipp die Fähigkeiten des durch Epaminondas neuorganisierten und gedrillten thebanischen Heeres bewundern, das 371 v. Chr. in der Schlacht bei Leuktra die Spartaner, die bis dahin in offener Feldschlacht als unbesiegbar galten, vernichtend hatte schlagen können und damit die thebanische Hegemonie begründet hatte. Philipp sollte sich die dort erworbenen Erfahrungen sowohl im militärischen wie auch im diplomatischen Bereich später zu Nutze machen. Erst als sein älterer Bruder Perdikkas III. unter der Regentschaft von Ptolemaios von Aloros König wurde, kehrte er aus Theben zurück.
Philipp übernahm für seinen unmündigen Neffen Amyntas (IV.) 359 v. Chr. die Regentschaft (nach Ansicht mancher Historiker bereits Ende 360), da sein älterer Bruder Perdikkas in einer Schlacht gegen die Illyrer gefallen war, und wurde offenbar recht bald an Stelle des jungen Amyntas König. Im Gegensatz zu früheren Fällen der makedonischen Geschichte, in denen „Vormünder“ ihre Schutzbefohlenen ermordeten, ließ er seinen Neffen am Leben. Amyntas (IV.) lebte bis zu Philipps Tod 336 v. Chr. an dessen Hof; erst dann ließ ihn Philipps Sohn Alexander der Große ermorden. Spätestens seit der Geburt Alexanders 356 v. Chr. dürfte Philipp auch im eigenen Namen als König geherrscht haben.
Zum Zeitpunkt seines Regierungsantritts war Makedonien vom Zusammenbruch bedroht, da die Illyrer kurz davor standen, große Teile des Reiches dauerhaft zu besetzen. Denn mit Perdikkas III. waren auch 4.000 Makedonen gefallen, ein Aderlass, den das Königreich zunächst kaum auffangen konnte. Andere Nachbarn wie die Paionier, die Thraker oder auch Athen verfolgten Eigeninteressen auf Kosten des geschwächten Staates. Philipp schaffte es, durch eine Vielzahl von Zusagen, Tributen, Bestechungen und militärische Aktionen das Königreich zu stabilisieren. So bannte er die von den Illyrern ausgehende Gefahr durch einen Sieg über deren alten König Bardylis. In den folgenden Jahren konnte Philipp seinen Machtbereich sogar ausweiten. Der mächtige Adel stand in den Krisenjahren nach 359 v. Chr. wohl weitgehend geschlossen hinter Philipp, andere Thronprätendenten wurden von Philipp ausgeschaltet. In den ersten Jahren seiner Regentschaft muss es Philipp auch schon gelungen sein, die obermakedonischen Königreiche wie Lynkestis oder Elimiotis unter seiner Führung zu vereinen und in sein Herrschaftssystem zu integrieren. Dies war zuletzt Alexander I. über ein Jahrhundert davor gelungen, der sie aber im Gegensatz zu Philipp II. nicht fest an sich hatte binden können.

### Heeresreform und erste Erfolge
Die zusätzlichen Truppen aus Obermakedonien machten aber nur einen Teil des kommenden militärischen Erfolgs aus. Für den Erfolg der makedonischen Armee waren vielmehr die von Philipp durchgeführten Militärreformen verantwortlich. Der Ausrüstung der Infanterie wurde die Sarissa hinzugefügt (eine etwa 5,5 m lange Lanze) und die Formation im Kampf tiefer gestaffelt. Ebenso war die Koordination der Waffengattungen ausschlaggebend; vor allem das Zusammenspiel von Infanterie und Kavallerie gewann an Bedeutung. Das makedonische Heer wurde zur schlagkräftigsten Armee, welche die Antike bis dahin erlebt hatte, und das vorher unbedeutende Makedonien damit zu einem ernsthaften Machtfaktor. Dabei konnte sich Philipp, der sich selbst im Gefecht nicht schonte, auf fähige Helfer stützen. Sein bester General war Parmenion, der Philipp bereits seit dessen Amtsantritt unterstützt und erfolgreich gegen die Illyrer Krieg geführt hatte. Vor allem aber war diese Armee dem König verpflichtet und ihm, nicht den Adligen gegenüber loyal. So vergab Philipp Land an Männer, deren Söhne nun in der Elitereiterei – den „Gefährten“ (hetairoi), gegenüber den „Gefährten zu Fuß“ (pezhetairoi) – dienten. Daneben dienten im Heer zahlreiche leichtbewaffnete Fußsoldaten, die im Kampf die Flanken deckten oder Unterstützung leisteten. Zusätzlich wurden bei Bedarf Pioniere für Belagerungen eingesetzt, wobei Philipp auch griechische Spezialisten einsetzte. Die Erfahrungen der Makedonen im Bereich der Belagerungstechnik kamen später noch Alexander zugute.
In den ersten Jahren seiner Regentschaft ließ Philipp nichts unversucht, um sein Reich zu stabilisieren. In den ersten zwei Jahren besiegte er die Illyrer und Paionen und begann dann schon 357 v. Chr. im Küstengebiet Makedoniens zu expandieren, wobei er, ganz Realpolitiker, die beiden dort vertretenen Mächte, Athen und den Chalkidischen Bund, geschickt gegeneinander ausspielte. Es sollte nicht das letzte Mal sein, dass Philipp sein diplomatisches Talent unter Beweis stellte. Die makedonische Armee eroberte die von Athen gegründete Stadt Amphipolis, dann Pydna und Potideia (356 v. Chr.). Beide Male kollidierte Philipp mit athenischen Interessen. Die Athener hatten damit gerechnet, dass Philipp ihnen Amphipolis übergeben würde, was dieser freilich nie beabsichtigt hatte; mit Pydna eroberte er sogar eine mit Athen verbündete Stadt. Als Seestädte waren sie aber auch für Makedonien von großem Wert, und Athen war noch bis 355 v. Chr. in einen Bundesgenossenkrieg verwickelt, weshalb sie sich nicht um die nordägäischen Probleme kümmern konnten.
356 v. Chr. ergriff Philipp die Chance, die Stadt Krenides unter seine Kontrolle zu bringen. Von dort wurde er gegen einen thrakischen Fürsten zu Hilfe gerufen. Nach dem Fall von Krenides wurde die Stadt in Philippi umbenannt. Mit der höchst symbolischen Namensgebung begründete Philipp eine Tradition, die von Alexander sowie später von den Diadochen und schließlich den Römern aufgegriffen wurde. Die Stadt und das Umland erlaubten Philipp nun, die Bergwerke des Pangaiongebirges auszubeuten. Die jährliche Ausbeute – etwa 1000 Talente (die Summe entsprach etwa dem, was Athen auf dem Höhepunkt seiner Macht aus dem Seebundsgebiet erhielt) – nutzte Philipp II., um seinen Einfluss auszudehnen, teils um Söldner anzuwerben, teils um Politikern und Gesandten anderer Städte große Geschenke zu machen und sie auf seine Seite zu holen. Zudem ließ er eine neue Goldmünze mit seinem Namen prägen.
Im Inneren blieb der makedonische Staat relativ lose organisiert. Mittelpunkt aller staatlicher Handlungen war der König. Philipp band mehrere adelige Familien an sich; diesem Zweck dienten auch die sogenannten „königlichen Pagen“ (basilikoi paides): Söhne adeliger Familien, die im Umfeld des Königshofes erzogen wurden. Philipp beließ in den eroberten griechischen Städten in der Regel Garnisonen, ihre Selbstverwaltung wurde aber kaum angetastet, wenngleich Philipp „Beauftragte“ einsetzte, die ihn über die internen Vorgänge informieren sollten. Es bleibt dabei festzuhalten, dass vor allem die Städte in der Küstenregion, die nun und in der Folgezeit an Makedonien fielen, eine wichtige Rolle im neuen Staat spielten, besonders in wirtschaftlicher Hinsicht.

### Kampf um die Hegemonie

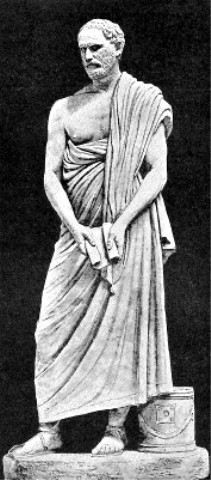
Demosthenes

Bis 355 v. Chr. war die an Makedonien angrenzende Küstenregion weitgehend in Philipps Hand. Gleichzeitig belagerte Philipp II. Methone, die letzte große mit Athen verbündete Stadt an der nördlichen Ägäis. Die Makedonen stürmten die Stadt im folgenden Jahr, nachdem die Verteidiger erkennen mussten, dass Athen trotz Hilfszusagen nicht imstande war, den versprochenen Entsatz zu bringen. Philipp verlor dabei sein rechtes Auge. Es folgten Feldzüge nach Thrakien, die zunächst jedoch nicht die erhofften Erfolge hatten. Seine Expansion richtete sich auch nach Süden, nach Thessalien. Thessalische Fürstenhäuser stritten um die Vorherrschaft, darunter auch die Aleuaden von Larissa, mit denen das makedonische Fürstenhaus seit Jahrzehnten befreundet war. Die Aleuaden riefen Philipp II. zu Hilfe, nachdem sich die Phoker aufseiten ihrer Gegner aus Pherai engagierten.
Thessalien war zu dieser Zeit Nebenschauplatz des Dritten Heiligen Krieges, in den Makedonien nun verwickelt wurde (353 v. Chr.). Die Phoker besetzten und plünderten Delphi, Sitz des berühmten Orakels von Delphi. Darüber hinaus schlossen sie ein Bündnis mit Sparta. Philipp II., von den Aleuaden zur Hilfe gerufen, nahm die Gelegenheit gerne wahr. Er erhoffte sich davon nicht zuletzt einen propagandistischen Nutzen: Schon 356 v. Chr. hatte er den Sieg seines Pferdewagens bei den Olympischen Spielen geschickt auszunutzen verstanden; nun spielte er wieder die „panhellenische Karte“. Der Sieg gebührte Philipp nicht als Reiter, sondern als Besitzer des siegreichen Pferdes. Das Motiv eines jugendlichen Reiters mit einem Palmzweig als Siegeszeichen ließ er häufig auf die Rückseiten seiner Münzen prägen. Auf der Vorderseite wurde der Kopf des griechischen Gottes Zeus, des Apoll oder des Herakles geprägt.

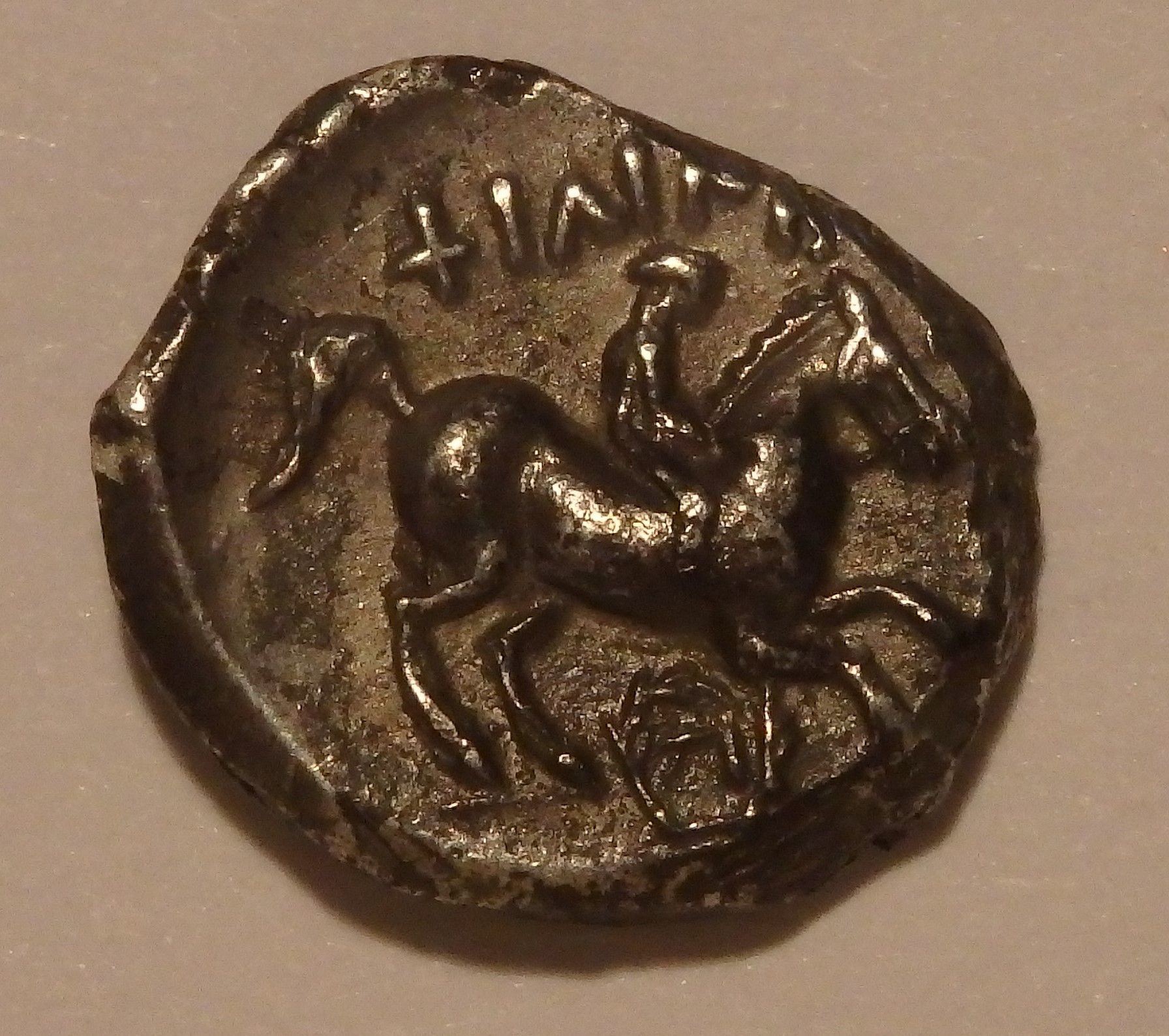
Reiter auf Tetrobol von Philipp von Makedonien

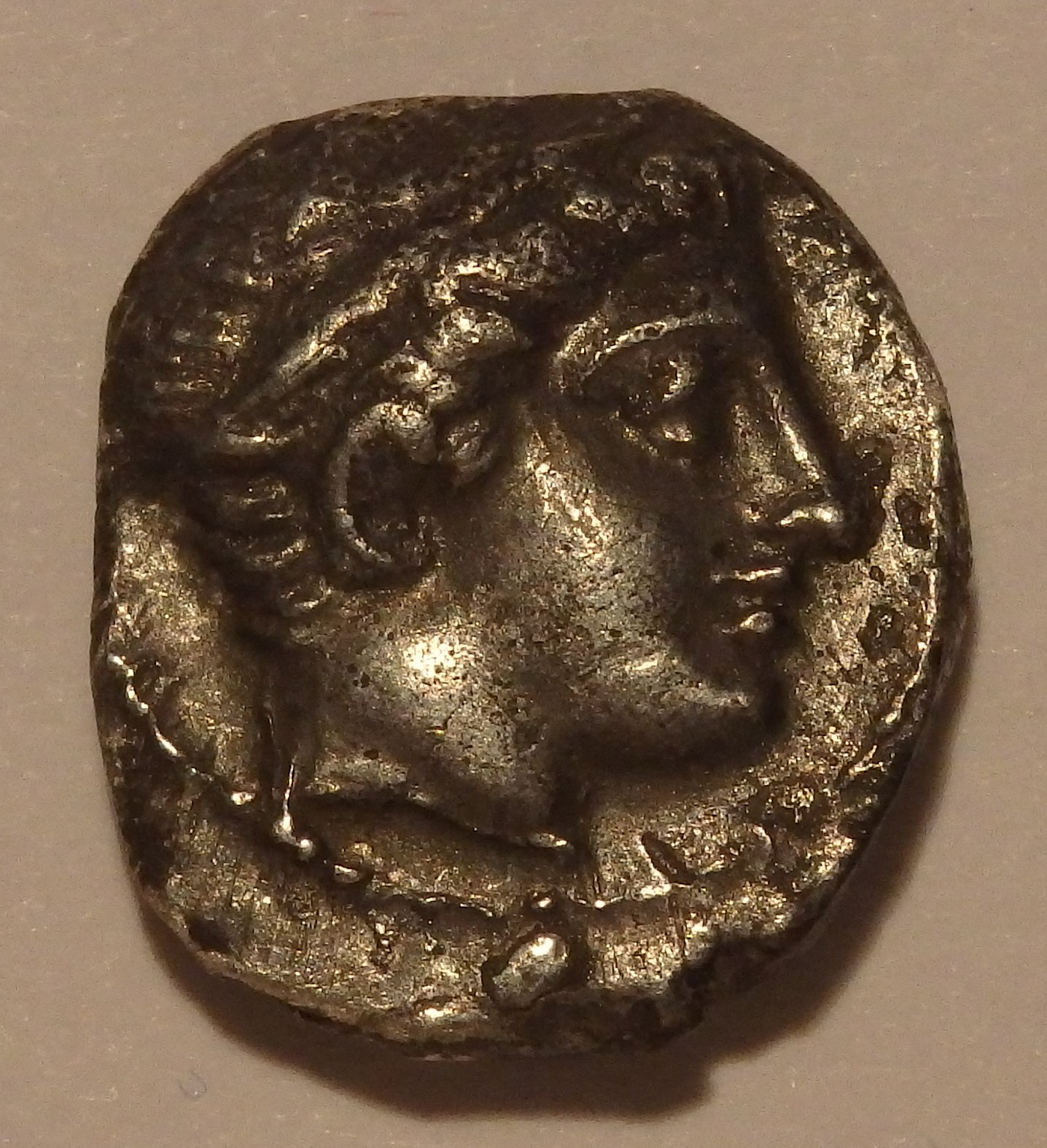
Vorderseite des Tetrobol mit Kopf des Apoll

Gleichzeitig war der Hilferuf auch ein willkommener Vorwand, um makedonische Truppen nach Zentralgriechenland zu verlegen. Diese erlitten jedoch zunächst zwei Niederlagen gegen die von Onomarchos kommandierten Phoker und mussten sich temporär nach Makedonien zurückziehen. Philipp II. kehrte 352 v. Chr. nach Thessalien zurück und konnte die Phoker in der Schlacht auf dem Krokusfeld entscheidend schlagen. Im Zuge dessen wurde Philipp für sein Engagement im Krieg gegen die Phoker von den Thessalern als Archon (und damit Führer) ihres Bundes anerkannt. Ein Vorstoß der Makedonen nach Zentralgriechenland wurde jedoch von den Athenern gestoppt, die die Thermopylen blockierten. Dafür wandte sich Philipp wieder Thrakien zu. Dort war der thrakische König Kersebleptes auf die Seite Athens übergewechselt, wodurch sich Philipp II. mit einem potenziellen Zweifrontenkrieg konfrontiert sah. Er zog seine Truppen aus Mittelgriechenland ab und stellte bis 351 v. Chr. die ursprüngliche Ordnung in Thrakien wieder her.
Mit der Eroberung wichtiger Silber- und Goldvorkommen am Pangaion (siehe oben) hatte sich Philipp genügend Spielraum für seine weiteren Pläne verschafft, die in der Hegemonie über ganz Griechenland gipfelten. Nach seinem Intermezzo in Thrakien griff Philipp II. 349 v. Chr. auf die Chalkidike über. Zunächst konzentrierte er sich auf kleine Städte wie Torone, Mekyberna und Stageira, die Heimatstadt des Aristoteles. Sein Hauptaugenmerk lag aber zweifelsohne auf dem strategisch wichtigen Olynth. Deshalb begann er, vermutlich noch während seines Aufenthaltes in Thessalien, mit der Suche nach einem casus belli. Dadurch, dass sich zwei seiner Halbbrüder in Olynth aufhielten, konnte er deren Rückführung nach Makedonien verlangen, wohl wissend, dass es zu keinem Einlenken seitens der Olynthier kommen würde. Entscheidend war die potentielle Gefahr, welche von den Chalkidikern ausging, besonders bei einem Bündnis mit Athen. Nach der Abweisung der Auslieferung belagerte Philipp II. 349 v. Chr. die Stadt und konnte diese ein Jahr später erobern. Philipp ließ die Stadt plündern, seine beiden Halbbrüder, die Thronansprüche hätten geltend machen können, ermorden und die Bevölkerung ähnlich wie bei Stageira und Potideia in die Sklaverei verkaufen. Athen hatte zu spät auf den Hilferuf aus Olynth reagiert; ein Flottenverband von 30 Trieren hatte die Stadt nicht mehr rechtzeitig erreicht. Die Athener konnten der makedonischen Expansion nur hilflos zusehen. Im Frieden des Philokrates im Jahr 346 v. Chr., im selben Jahr, als die Phoker endgültig geschlagen wurden, wurde bereits die makedonische Hegemonie über weite Teile Griechenlands anerkannt.
343 v. Chr. schloss Philipp mit dem damaligen persischen Großkönig Artaxerxes III., dem letzten bedeutenden Achämeniden, einen Nichtangriffspakt bzw. eine Abgrenzung der jeweiligen Interessensphären. Philipp hätte ansonsten den Zorn des Großkönigs zu einem für ihn ungünstigen Zeitpunkt riskiert, zumal er aufständische persische Statthalter teils heimlich, teils offen unterstützt hatte. In Athen war man hinsichtlich der makedonischen Expansion alarmiert, während Philipp sich ernsthaft um Verständigung bemühte und Nachbesserungen zum Philokratesfrieden anbot. Als dies zurückgewiesen wurde, erklärte Philipp 341 v. Chr. den Athenern, er werde ihre Einmischungen nicht länger hinnehmen. Bis 340 v. Chr. war Thrakien vollständig in makedonischer Hand; es wurde einem makedonischen strategos unterstellt. Im selben Jahr belagerte Philipp Byzanz, das jedoch standhielt, und eroberte eine athenische Getreideflotte. Damit aber wurde die für Athen lebenswichtige Versorgung mit Getreide aus dem Bosporanischen Reich gefährdet, weshalb die Athener nun unter dem Einfluss des Redners und Politikers Demosthenes, der mehrere eindringliche Reden gegen die Politik Philipps gehalten hatte (auf die der Ausdruck Philippika zurückgeht), Philipp II. den Krieg erklärten. Eine Folge war, dass die neu geschaffene makedonische Flotte von der athenischen Flotte zunächst schwer bedrängt wurde und sich ins Schwarze Meer zurückziehen musste. Die Moral seiner Soldaten – war doch sowohl die Belagerung von Byzanz als auch von Perinth gescheitert – stellte Philipp jedoch durch einen erfolgreich verlaufenden Feldzug an der Donau wieder her. 339 v. Chr. drang das makedonische Heer überraschend schnell nach Zentralgriechenland vor und besetzte strategisch wichtige Positionen, doch brachten die Kampfhandlungen keine Entscheidung. Nun schloss sich auch Theben dem von Athen gestifteten Bündnis an.
Anfang August 338 v. Chr. vernichtete Philipp II. mit einem Heer von 30.000 Makedonen und Thessalern das (etwa gleich starke) alliierte griechische Heer Thebens, Athens und anderer Stadtstaaten durch den massiven Kavallerieeinsatz, der von seinem Sohn Alexander geleitet wurde, in der Schlacht von Chaironeia. Es war das Ende des letzten ernsthaften Aufbäumens der restlichen Griechen gegen Makedonien und, wenn dies den Zeitgenossen auch noch nicht klar war, das Ende der traditionellen Poliswelt. Philipp behandelte das unterlegene Athen, wo es durchaus auch Vertreter einer pro-makedonischen Politik gab (etwa Aischines oder Demades, der den Frieden zwischen Makedonien und Athen aushandelte), recht milde, während Theben infolge der Niederlage eine makedonische Besatzung erhielt und auch an politischer Autonomie einbüßte.
Philipp begründete 337 v. Chr. den Korinthischen Bund, dem außer Sparta alle griechischen Stadtstaaten angehörten. Er wurde dessen Hegemon und bevollmächtigter Strategos. Damit kontrollierte er de facto den Bund, der so vor allem ein Instrument zur Durchsetzung von Philipps Politik war. Er rief einen Allgemeinen Frieden (κοινή ειρήνη koinḗ eirḗnē) aus – eine langgehegte Hoffnung vieler Griechen, die der ständigen Kriege überdrüssig waren – und erreichte die Zustimmung des Bundes zu einem Feldzug gegen das Perserreich. Die Begründung war, Rache zu nehmen für die Zerstörungen während des Feldzugs des Xerxes 140 Jahre zuvor; in Wirklichkeit aber ging es wohl darum, die Kräfte der stets unruhigen Stadtstaaten auf ein gemeinsames Ziel zu richten und von antimakedonischen Aktionen abzulenken. Gleichzeitig versprach der Feldzug reiche Beute und eine Ausdehnung des makedonischen Einflusses.

### Philipp und Alexander
Philipp hatte mehrere Ehefrauen, teils auch mehr als eine gleichzeitig. Der antike Schriftsteller Satyros von Kallatis nennt ihrer sieben:
- Phila, Schwester des Derdas III. aus dem herrschenden Haus der obermakedonischen Elimiotis
- Audata, wohl eine Verwandte des illyrischen Königs Bardyllis I.
- Olympias von Epeiros, Nichte des molossischen Königs von Epeiros, Mutter Alexanders des Großen und der Kleopatra
- Nikesipolis von Pherai, Thessalien, Mutter von Thessalonike
- Philinna von Larissa, Thessalien, Mutter von Arrhidaios
- Meda, Tochter eines getischen Königs
- Kleopatra, Nichte des makedonischen Generals Attalos
- Theodore Antikas, Tochter des Skythenkönigs Atheas

Wenigstens Kleopatra und Olympias, vielleicht dazu auch noch Meda, waren gleichzeitig Ehefrauen Philipps, während von den anderen keine Berichte vorliegen. Seine Hochzeiten waren Teil von Philipps Bündnispolitik, in der Allianzen mit der Verbindung der jeweiligen königlichen Häuser besiegelt wurden. Dabei unterhielt Philipp neben diversen Affären mit Frauen auch sexuelle Kontakte zu Männern, was nicht ungewöhnlich war.
Soweit bekannt, hatte Philipp II. insgesamt nur fünf Kinder von seinen oben genannten Frauen. Von Nikesipolis hatte er eine Tochter namens Thessalonike, von Philinna einen Sohn namens Arrhidaios, von Olympias Alexander und Kleopatra und von seiner letzten Frau Kleopatra eine Tochter namens Europa.

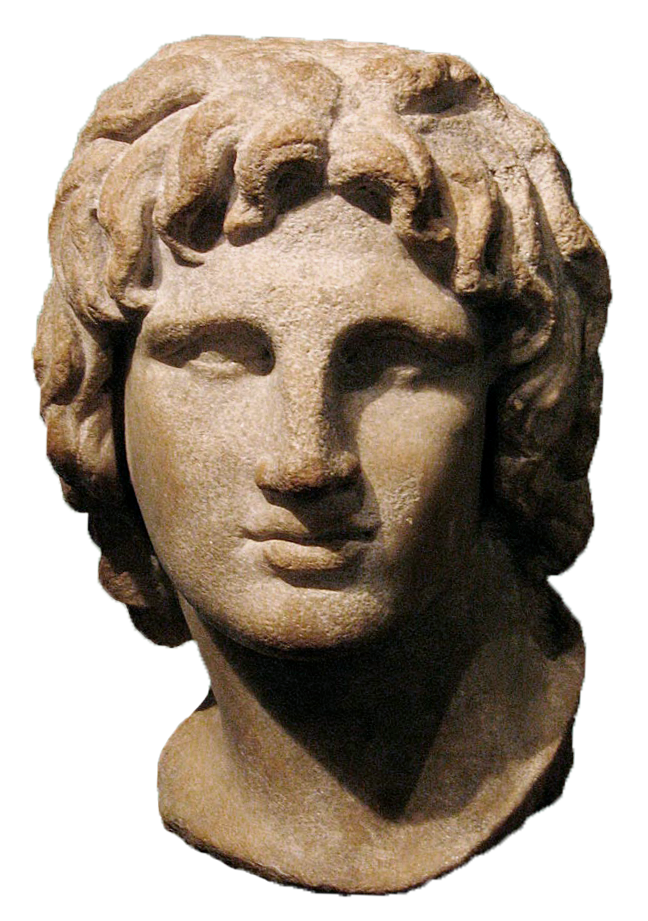
Büste Alexanders des Großen

Das Verhältnis zu seinem Sohn Alexander war oft sehr angespannt, wobei dieser wohl bestrebt war, die Leistungen seines Vaters noch zu übertreffen. Aus Alexanders Kindheit ist eine Episode überliefert, die zwar kaum historisch ist, aber ebenso den glühenden Ehrgeiz Alexanders wie auch den Stolz Philipps auf dessen Leistungen verdeutlichen sollte: Als eines Tages das Pferd Bukephalos Philipp angeboten wurde, wies er es zurück, da es anscheinend nicht zu bändigen war. Alexander jedoch erklärte, dass er es schaffen könne, was ihm auch gelang. Daraufhin soll Philipp stolz erklärt haben:

„Geh, mein Sohn, suche dir ein eigenes Königreich, das deiner würdig ist.
Makedonien ist nicht groß genug für dich.“

Offenbar wollte Philipp einerseits verhindern, dass Olympias zu großen Einfluss auf seinen Sohn nahm; andererseits war sein Verhalten teilweise zwiespältig. Philipp, der auch den griechischen Philosophen Aristoteles nach Pella geholt hatte, damit er Alexander und einige seiner Freunde unterrichtete, erwartete wohl die bedingungslose Loyalität seines Sohnes, auch wenn dessen Stellung als sein Nachfolger nicht gesichert war. Gleiches galt für seine Mutter Olympias, die keinen speziellen Rang unter den vielen Frauen Philipps hatte und deren Einfluss nur daher rührte, Mutter des wahrscheinlich nächsten makedonischen Königs zu sein. Andere Kinder Philipps – wie Alexanders Halbbruder Arrhidaios – oder zukünftige männliche Nachkommen Philipps bedeuteten allerdings eine Gefahr für Alexanders Stellung im makedonischen Reich. Nicht Eifersucht, sondern Machtinstinkte bestimmten die Handlungen der ehrgeizigen Olympias und wohl auch Alexanders. Auf eine erhebliche Konkurrenz zwischen Philipps Söhnen weist die Pixodaros-Affäre von 336 v. Chr. hin, in deren Zusammenhang mehrere Freunde Alexanders ins Exil geschickt wurden. Dabei hatte sich Philipp um gute Beziehungen zu Pixodaros bemüht, dem persischen Statthalter in Karien, und ihm seinen Sohn Arrhidaios als Schwiegersohn vorgeschlagen. Alexander, der offenbar eine Zurücksetzung seiner Person befürchtete, bot sich nun selbst als Schwiegersohn des Pixodaros an, jedoch kam keine Verbindung mehr zustande.
Bereits 337 v. Chr. nahm sich Philipp mit Kleopatra eine weitere Frau. Sie war die Nichte des makedonischen Generals Attalos, der bereits großen Einfluss am Hof von Pella hatte. Dies führte zu erheblichen Spannungen zwischen Philipp und Alexander; es ist auch gemutmaßt worden, dass Philipp, aus welchen Gründen auch immer, Alexander nach dessen Erfolg bei Chaironeia nicht mehr recht vertraute. Bei einer Feier soll Plutarch zufolge Attalos nun Alexander gedemütigt haben, indem er ihn indirekt als illegitimen Thronfolger bezeichnete, ein durchaus übliches Mittel im politischen Kampf am makedonischen Königshof. Nach diesem Eklat, bei dem Philipp selbst Partei für Attalos ergriffen habe und mit einem Schwert auf Alexander losgehen wollte, was ihm aufgrund seines alkoholisierten Zustandes aber nicht gelang, soll Alexander seinen Vater verspottet haben:

„Seht ihn euch an, meine Herren. Dieser Mann will euch von Europa nach Asien führen, aber er scheitert schon bei dem Versuch, von einem Liegebett zum nächsten zu gehen.“

Ob nun die Berichte über die Hochzeit zutreffend sind oder ob nicht eher die Pixodaros-Affäre nachwirkte: Alexander ging jedenfalls zusammen mit seiner Mutter ins Exil nach Epeiros. Ein halbes Jahr später kehrte Alexander nach Pella zurück, auch wenn die Spannungen weiter bestehen blieben, zumal der machtbewusste und temperamentvolle Philipp notfalls nicht vor Gewalt zurückschreckte. Dennoch erwies sich Alexander den Anforderungen seines Vaters gewachsen, etwa in militärischen Angelegenheiten. Doch selbst nach Philipps Tod blieb der Vater-Sohn-Konflikt nicht ohne Folgen: Während Alexanders Feldzug kam es 328 v. Chr. in Marakanda zu einem Streit zwischen Alexander und Kleitos, einem seiner engsten Freunde, der Alexander zuvor auch das Leben gerettet hatte. Kleitos fühlte sich durch seine Versetzung hinter die Frontlinien zurückgesetzt und erklärte, Alexander verleugne seinen Vater Philipp, da er sich nun als Sohn des Zeus-Ammon fühle. Daraufhin geriet Alexander derart in Wut, dass er Kleitos tötete, was er nachher aber zutiefst bereut haben soll.

### Das Ende

Makedonien im Todesjahr Philipps II. 336 v. Chr.

Bevor Philipp zum Feldzug gegen Persien aufbrechen konnte (eine Heeresabteilung unter dem Befehl Parmenions stand bereits in Kleinasien), wurde er während der Hochzeit seiner Tochter Kleopatra mit dem Molosserfürsten Alexander von Epeiros (einem Bruder der Olympias, den er um 350 v. Chr. als König in Epeiros eingesetzt hatte) von seinem Leibwächter Pausanias im Sommer 336 v. Chr. ermordet. Gleich darauf wurde der Attentäter getötet und Alexander zum neuen König der Makedonen erhoben.
In den Quellen werden verschiedene Motive angeführt, so unter anderem, dass Pausanias von Attalos zutiefst gedemütigt worden war und von Philipp keine Genugtuung erhielt. Ebenso kursierte das Gerücht, dass Philipp und Pausanias eine homosexuelle Beziehung unterhalten hatten (was in Makedonien, solange bestimmte Regeln befolgt wurden, nicht als anstößig galt). Die Mitwisserschaft von Philipps Ehefrau Olympias (oder auch Alexanders selbst) wurde in der Vergangenheit häufig von Historikern vermutet, die einfach deren charakterliche Einschätzung aus Plutarchs Alexandervita übernahmen, in der Olympias sehr schlecht beurteilt wird. An Philipps Tod hatten aber viele Mächte Interesse: die von ihm unterworfenen Stadtstaaten Griechenlands; die persischen Statthalter Kleinasiens, die Ziel des damals bevorstehenden Feldzugs geworden wären; aber auch Einzelpersonen oder Machtgruppen des makedonischen Hofes. Auch der Perserkönig Dareios III. selbst ist als Drahtzieher hinter dem Attentat vermutet worden. Ausgehend von den bekannten Quellen ist diese Frage nicht abschließend zu klären, obwohl wenigstens die Beteiligung der Olympias an dem Komplott als recht wahrscheinlich gilt.
Alexander bestieg nach dem Tod Philipps den Thron – er sollte auf dessen Leistungen aufbauen und mit seinem Alexanderzug geradezu märchenhafte Erfolge feiern. Doch hätte Alexander ohne das von seinem Vater neuorganisierte Heer und die von diesem erreichte politische Machtstellung, nicht zuletzt aber auch ohne die von Philipp herangezogenen fähigen makedonischen Generäle wohl niemals derart viel erreichen können, was in der neueren Forschung verstärkt betont wird. Wenngleich Alexander Philipp wohl an militärischem Talent übertraf, schmälert das die Leistungen Philipps nicht. Dessen war sich auch Alexander bewusst; denn während des Persienfeldzugs soll er Arrian zufolge zu seinen Truppen, als diese aufsässig wurden, angeblich gesagt haben:

„Philipp übernahm euch als Stromer und Arme; viele von euch weideten, in Felle gekleidet, ihre wenigen Schafe in den Bergen und kämpften ohne viel Erfolg gegen die Illyrer, Triballer und ihre Nachbarn, die Thraker. Er hat euch anstatt der Felle Mäntel gegeben, euch aus den rauhen Bergen in die Ebenen hinabgeführt, hat euch den benachbarten Barbaren im Kampf ebenbürtig gemacht, so daß ihr auf die Festigkeit von Forts nicht mehr vertrautet als auf eure eigene Tapferkeit und euch behaupten konntet. Er hat euch zu Bauherrn von Städten gemacht und euch gute Gesetze und Sitten gebracht.“

Philipp war zu Lebzeiten bei den Makedonen sehr angesehen, und dies spiegelt sich auch in den Quellen wider. Der Historiker Theopompos, der Philipp nicht nur positiv beurteilte, konnte durchaus zu Recht verkünden, dass Philipp II. der bedeutendste Herrscher gewesen sei, den Europa bis dahin hervorgebracht hatte. Erst Alexanders noch größere militärische Erfolge in Asien waren der Grund dafür, dass Philipps Andenken hinter dem seines Sohnes zurücktrat. Die Klagen vieler griechischer Autoren über Philipps Tun beruhen primär auf ihrer grundsätzlichen Ablehnung des Königtums, das die damaligen Griechen als despotische Herrschaft über versklavte Untertanen betrachteten. Dies verband sich mit der ohnmächtigen Einsicht, dass die Vorstellung eigener Größe fast nur noch Erinnerung war und diese der militärischen Übermacht Makedoniens nicht widerstehen konnte.

## Bestattung im Hügelgrab von Vergina

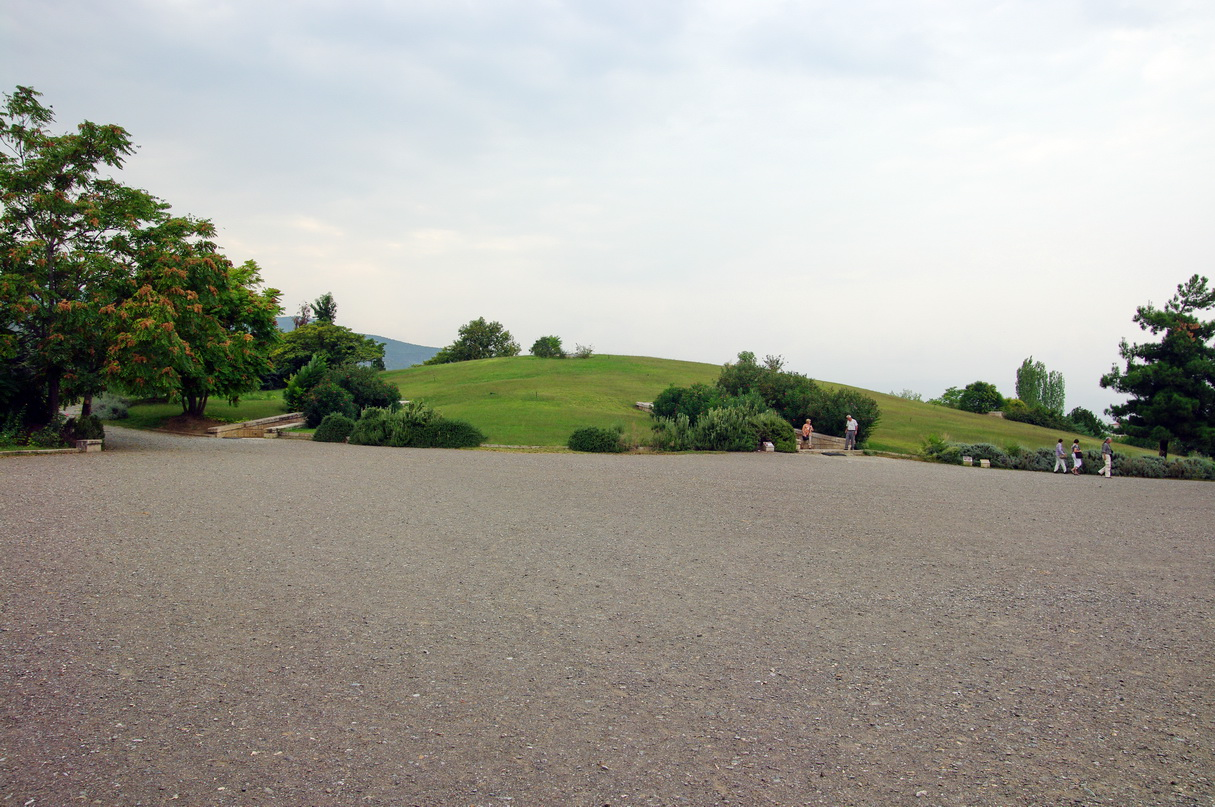
Großer Grabhügel von Vergina, in dem sich Philipps Grab befindet.

1977 erkundete der Archäologe Manolis Andronikos das große Hügelgrab des makedonischen Königshauses in Aigai, der antiken Hauptstadt Makedoniens, dem heutigen Vergina. Das Hügelgrab besteht aus vier Grabkammern, von denen die Grabkammern II und III bis zur Ausgrabung intakt waren, Grabkammer I war schon in der Antike geplündert worden. Weiterhin befinden sich im Grabhügel die Überreste eines Tempels, das heroon als Tempel für den Grabkomplex Philipp II.
Die Identifizierung der bestatteten Personen erwies sich als schwierig. Es gab Indizien sowohl für Grabkammer II als auch, zuletzt in einer wissenschaftlichen Veröffentlichung im Jahre 2015, für Grabkammer I als Bestattungsort Philipps II. In der Gesamtschau der gewonnenen Erkenntnisse wird jedoch inzwischen davon ausgegangen, dass Grabkammer II das Grab Philipps II. ist. Dort wurde in einer goldenen Larnax die Gebeine von nun wahrscheinlich Philipp II. gefunden und in der Vorkammer des Grabes in einer ähnlichen Larnax wahrscheinlich diejenigen von einer der Frauen Philipps, deren Identifizierung allerdings unsicher ist. Weiterhin enthielt die Kammer reiche Grabbeigaben: Waffen und eine Rüstung, Überreste eines Holz-Elfenbein-Betts, die beim Begräbnis verwendeten Gerätschaften und anderes.